# Nhà hát Benaroya

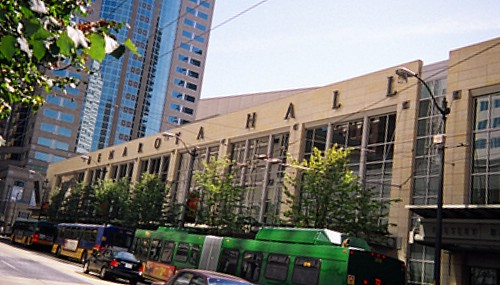
Mặt Đại lộ 3rd của Benaroya Hall

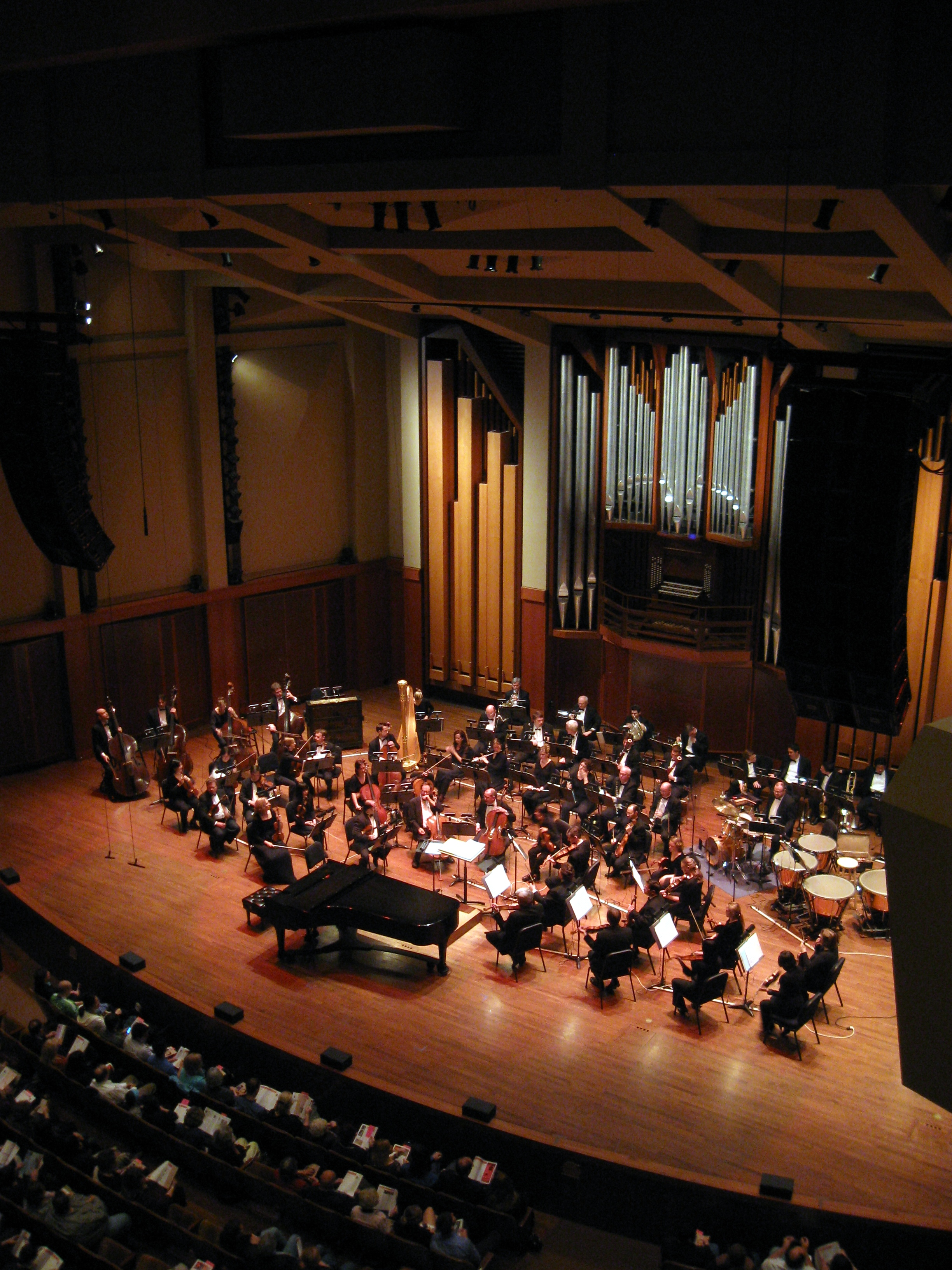
Seattle Symphony trình diễn trong Nhà hát Benaroya, tháng 5/2009

Nhà hát Benaroya là nhà của dàn nhạc giao hưởng Seattle Symphony nằm ở khu trung tâm thành phố cảng Seattle, Washington, Hoa Kỳ. Nhà hát đặc trưng với 2 khán phòng: Khán phòng Quỹ S. Mark Taper, một phòng trình diễn 2500 ghế ngồi cùng với Hội trường Độc tấu Nordstrom, sức chứa khoảng 500 chỗ. Được mở vào tháng 9 năm 1998 với chi phí 120 triệu Đô la Mỹ, nhà hát Benaroya nhanh chóng được chú ý bởi công nghệ truyền âm tiên tiến, những nét sang trọng cùng với địa thế chính yếu giữa một phức hợp các công trình phối hợp hoàn hảo tại khu vực trung tâm thành phố.
Nhà hát Benaroya nhìn ra 4 mặt tiền ngay giữa trung tâm Seattle và đã giúp cho dàn nhạc Seattle Symphony tăng gấp đôi ngân sách cùng số lượng buổi biểu diễn. Đại sảnh nhà hát trưng bày một bô sưu tập lớn tác phẩm thủy tinh, chẳng hạn như tác phẩm Crystal Cascade
 của nghệ sĩ danh tiếng thế giới Dale Chihuly.
Nhà hát Benaroya được đặt tên theo nhà hảo tâm nổi tiếng Jack Benaroya. Số tiền 15,8 triệu USD của ông là khoản đóng góp đầu tiên cũng như lớn nhất trong rất nhiều đóng góp xây dựng công trình.
Nhà hát được thiết kế bởi công ty LMN Architects thành Seattle, và đã được trao giải thưởng Danh dự Quốc gia bởi Viện kiến trúc Hoa Kỳ năm 2001. Nhà quản lý cấu trúc dự án là công ty Magnusson Klemencic Associates.
Tòa nhà nằm ngay phía trên đường hầm ngầm bên dưới khu trung tâm Seattle của mạng lưới đường sắt BNSF Railway. Đường hầm này là hành lang đường sắt chính của thành phố và kế cận với đường xe điện ngầm của khu trung tâm. Hội trường biểu diễn được cách âm khỏi tiếng động xe cộ dưới đường hầm cũng như ở đường phố bên ngoài bằng cách nằm tựa lên trên các tấm cao su, cách biệt nhà hát khỏi lớp vỏ ngoài của tòa nhà. Và cũng chính đặc tính cách âm này cũng giúp nó giảm nhẹ thiệt hại trước bất kì trận động đất có thể xảy ra nào.